# Crunch (jeu vidéo)
Pour les articles homonymes, voir Crunch.
Crunch est le terme communément utilisé par l'industrie du logiciel et l'industrie vidéoludique pour désigner une période intense de travail, généralement avant le rendu d'un jalon de projet. Le crunch se caractérise par la pression que subissent les employés ainsi que la longueur des journées et semaines de travail exigées pour pouvoir atteindre à temps les objectifs fixés.

## Définition commune
Le crunch est un concept le plus souvent associé à l'industrie vidéoludique. « Crunch » est communément utilisé pour désigner les périodes de travail particulièrement intenses qui précèdent généralement l'achèvement d'un projet, en l'occurrence bien souvent la phase finale de réalisation d'un jeu. Il est parfois vu comme nécessaire pour pouvoir atteindre dans les temps les objectifs imposés et ne pas retarder la date de sortie du jeu.
Le terme employé usuellement au sein des autres professions graphiques ou créatives pour désigner une période similaire de travail intense avant une deadline est « charrette ».
Les temps de travail induits par un crunch, qui peuvent porter jusqu'à 80 heures par semaine, voire 100 dans le cas du développement de Red Dead Redemption 2 par Rockstar Games, ne sont la plupart du temps pas payées. La dureté de cette période se caractérise aussi par la pression que peuvent subir les employés, inquiets d'être perçus comme fournissant moins d'efforts que leurs collègues et de perdre ainsi leurs avantages, voire leur poste dans l'entreprise.

## Histoire

### 2004: l'éclatement médiatique
En 2004, l'ouverture d'un blog LiveJournal intitulé EA Spouse (« épouse d'EA »), en référence au géant américain du jeu vidéo Electronic Arts (EA), met en lumière les intenses conditions de travail auxquelles sont soumis les employés de l'entreprise.
L'autrice de la tribune, Erin Hoffman (en) (dont l'identité n'est révélée qu'en 2006), elle-même développeuse, y expose l'influence néfaste et la pression sociale, à la limite du chantage, qu'exerce EA sur ces personnes et sur la vie  de leurs proches : « s'ils ne tiennent pas à sacrifier leur vie, leur santé et leur talent afin qu'une société multimilliardaire puisse continuer d'écraser l'industrie vidéoludique comme Godzilla, ils peuvent toujours trouver du travail ailleurs. » Elle y raconte comment son compagnon, Hasty, a été recruté chez Electronic Arts après la faillite de son entreprise, et comment le géant des jeux vidéo lui fait signer un contrat à 5 000 dollars pour rester en poste un an au minimum.
Placé sur le développement du Seigneur des anneaux : La Bataille pour la Terre du Milieu, dont la sortie est prévue pour la fin d'année, le jeune développeur doit bientôt travailler 13 heures par jour et sept jours par semaine. Épuisés, lui et ses collègues finissent par commettre des erreurs répétées. Chez Hasty, le stress causé par ce rythme de travail lui vaut une violente réaction allergique et une perte soudaine de poids ; mais il n'a pas de quoi racheter le bonus que lui a attribué EA pour l'obliger à rester dans l'entreprise.
La publication a un retentissement gigantesque dans l'industrie. Des centaines de commentaires sont laissés sur le blog, et une quinzaine de compagnies contactent EA Spouse pour offrir un autre emploi à son compagnon. Un responsable de l’International Game Developers Association remarque que cette lettre a permis d'éveiller les consciences et de faire apparaître toute action en justice sur ce sujet plus sérieuse .

### Fin des années 2010: essor de la syndicalisation
Le phénomène apparaît de plus en plus médiatisé dans les années 2010, à mesure que les crises se multiplient et fuitent dans la presse.

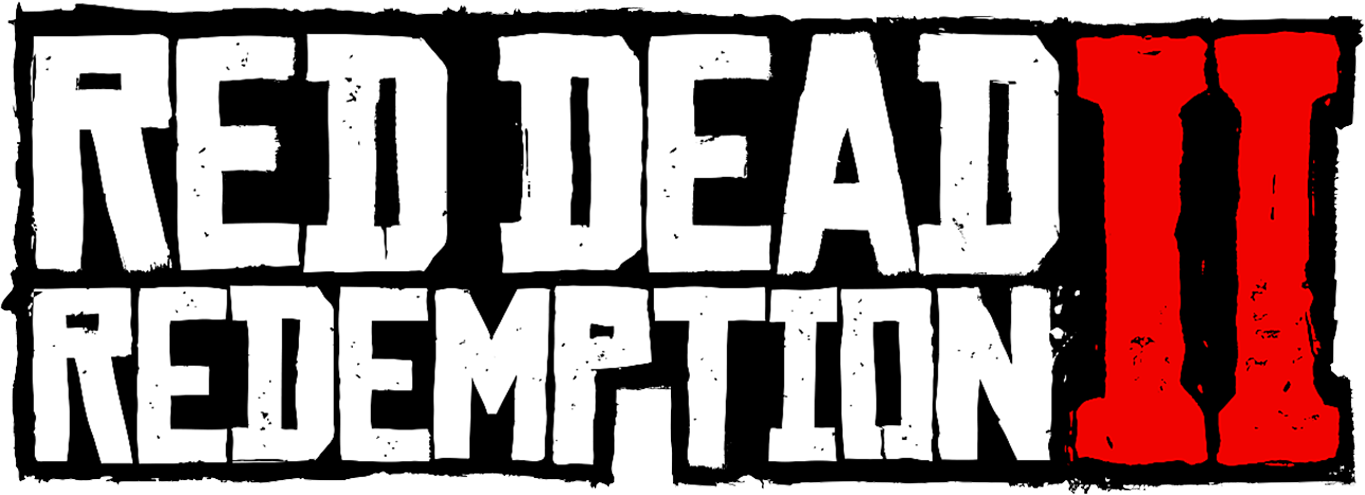
Le cofondateur du studio Rockstar Games admet en 2018 que des semaines de travail de plus de ont été tenues par certains employés pour achever la superproduction Red Dead Redemption 2.

En France, à partir de l'automne 2017, de nombreuses enquêtes dont celles du Monde et de Canard PC dénoncent les conditions de travail régnant dans certaines entreprises qui cultiveraient une véritable « culture du crunch »,. Une ancienne salariée du studio français Quantic Dream témoigne ainsi : « Je ne connais personne dans les jeux vidéo qui n’ait pas eu à dépasser les horaires légaux, à faire des heures supplémentaires, payées ou pas, à enchaîner les périodes de crunch, parfois 15 heures ou 20 heures par jour, pour atteindre un objectif intenable. »
Dans le même temps se crée le Syndicat des travailleurs et travailleuses du jeu vidéo (STJV), un syndicat français qui, comme son nom l'indique, est présent dans l'industrie du jeu vidéo. Il défend ainsi son existence : « jusqu'ici, il n'existait aucune structure permettant aux travailleurs et travailleuses de l'industrie du jeu vidéo de s'exprimer publiquement et collectivement. Dans une pareille situation, seul le point de vue d'une frange réduite de l'industrie (par exemple éditeurs ou employeurs) peut être audible par la société et par le gouvernement. »

« Je suis là pour faire des jeux. Mais le truc, c’est que la passion est le levier idéal pour que les employeurs nous exploitent. Nous ferions n’importe quoi pour travailler dans les jeux vidéo et faire des jeux, et ils savent que nous sommes prêts à tout. [Mais vous] pouvez être passionné par les jeux tout en étant défendu correctement. »

— Emma Kinema, développeuse cofondatrice de la Game Workers Unite, en 2018
Parmi les superproductions de la fin des années 2010, Red Dead Redemption 2, L.A. Noire et Fortnite sont des jeux dont le développement est passé par de longues phases de crunch.